# پلی‌تکنیک سلطان ابراهیم
پلی‌تکنیک سلطان ابراهیم (به انگلیسی: Ibrahim Sultan Polytechnic) (مالایی|Politeknik Ibrahim Sultan) یک دانشگاه صنعتی در پاسیر گودانگ، ایالت جوهر، مالزی است.
دانشگاه صنعتی، مخصوص مطالعات و تحصیلات فنی است که همراه بادانشکده‌های جداگانه برای گروه‌های مهندسی همچون مهندسی مکانیک و مهندسی برق است. همچنین دارای  دانشکده‌هایی برای طراحی و ارتباطات بصری، گردشگری و مدیریت تشریفات و تدارکات گردشگری و هتلداری، ریاضیات، علم و کامپیوتر و تحصیلات عمومی است. 